# Цао Чжунжун
Цао Чжунжу́н (кит. упр. 曹忠荣, пиньинь Cáo Zhōngróng; род. 3 ноября 1981, Шанхай) — китайский пятиборец, призёр Олимпийских игр.

## Биография
Цао Чжунжун родился в 1981 году в Шанхае. В 1998 году поступил в Шанхайский институт спортивной биомеханики, в 1999 году стал членом Шанхайской сборной по пятиборью, с 2001 года — в национальной сборной.
В 2010 году на Азиатских играх Цао Чжунжун завоевал золотую медаль в личном первенстве, и серебряную — в командном. В 2012 году он стал серебряным призёром Олимпийских игр.